# Grabben från Brooklyn
Grabben från Brooklyn är en amerikansk film från 1946 i regi av Norman Z. McLeod och med Danny Kaye i huvudrollen. Filmen var en remake av filmen The Milky Way från 1936.
Filmen handlar om Burleigh Sullivan som är ett mjölkbud som är välmenande men inte så framgångsrik. Vid ett tillfälle möter han en boxare som han av misstag råkar slå ned. Detta väcker uppmärksamhet. Burleigh Sullivan blir därför mer eller mindre tvingad av sin omgivning att försöka ge sig på boxning. Bland annat försöker han lära sig boxning och gör det till tonerna av valsen An der schönen blauen Donau. Denna melodi använder han sedan när han försöker boxas.

## Rollista i urval
- Danny Kaye – Burleigh Sullivan
- Virginia Mayo – Polly Pringle
- Vera-Ellen – Susie
- Steve Cochran – Speed
- Eve Arden – Ann
- Walter Abel – Gabby
- Lionel Stander – Spider
- Fay Bainter – Fru LeMoyne
- Clarence Kolb – Herr Austin